# Cajophora canarinoides
Cajophora canarinoides là một loài thực vật có hoa trong họ Loasaceae. Loài này được (Lenné & K. Koch) Urb. & Gilg mô tả khoa học đầu tiên năm 1894.